# Fei Yao
En aquest nom xinès, el cognom és Fei.
Fei Yao va ser un general militar de Cao Wei durant el període dels Tres Regnes de la història xinesa.

## Biografia
Fei va servir com a General de la Rereguarda (後將軍) en l'estat de Cao Wei. En el 220, ell va seguir a Zhang Ji i Xiahou Ru (夏侯儒) per sufocar una revolta de Zhang Jin (張進) a Jiuquan (avui en dia el nord-oest Gansu). En el 228, ell defensà Chencang de les forces de Shu Han dirigides per Zhuge Liang. En el 231, ell n'acompanyà a Sima Yi a atacar Shu Han, lluitant al costat de Zhang He, Guo Huai i Dai Ling. Ells van ser derrotats.

## En la ficció
En la novel·la històrica del Romanç dels Tres Regnes de Luo Guanzhong, Fei és representat com un dels subordinats de Cao Zhen i ell participa en la defensa de Cao Wei de la segona Expedició del Nord de Zhuge Liang. Sospitava que Jiang Wei pretenia fer defecció cap a Shu Han, així que va anar a la batalla en el lloc de Cao Zhen. Finalment acaba encerclat en una emboscada feta per Jiang, i se suïcida.